# Domenico Mordini
Domenico Mordini (* 7. April 1898 in Genua; † 12. März 1948 ebenda) war ein italienischer Segler.

## Erfolge
Domenico Mordini, der für den Yacht Club Italiano segelte, wurde 1936 bei den Olympischen Spielen in Berlin in der 8-Meter-Klasse Olympiasieger. Er war Crewmitglied der Italia unter Skipper Giovanni Reggio, die eine der sieben Wettfahrten und mit 55 Punkten die im Olympiahafen Düsternbrook in Kiel stattfindende Regatta knapp vor der Silja aus Norwegen und der Germania III aus dem Deutschen Reich mit jeweils 53 Punkten gewann. Neben Mordini gehörten außerdem Luigi De Manincor, Bruno Bianchi, Enrico Poggi und Luigi Poggi zur Crew.
Obwohl Mordini im Gegensatz zu den übrigen Crewmitgliedern aus dem Arbeitermilieu stammte und keinen Marinehintergrund hatte, wurde er auf Druck der faschistischen Regierung aus propagandistischen Zwecken für die Crew nominiert.